# Partito della Moderazione e dello Sviluppo
Il Partito della Moderazione e dello Sviluppo (in persiano حزب اعتدال و توسعه, Hezb-e E'tedāl va Towse'eh) è un partito politico iraniano di orientamento centrista fondato nel 1999.
Il primo congresso si è tenuto nel 2002.

## Candidati alle elezioni presidenziali
| Anno | Candidato                |
| ---- | ------------------------ |
| 2001 | Mohammad Khatami         |
| 2005 | Akbar Hashemi Rafsanjani |
| 2009 | Mir-Hossein Mousavi      |
| 2013 | Hassan Rouhani           |
| 2017 | Hassan Rouhani           |